# Obras de Eça de Queiroz traduzidas
Retirado do verbete Eça de Queiroz. Sempre que possível estão ordenadas cronologicamente ou alfabeticamente.
As obras de Eça de Queirós foram traduzidas em cerca de 20 línguas, ultrapassando já os 70 exemplos: 
alemão (Deutsch), 
basco (euskara), 
búlgaro (български език), 
castelhano (castellano), 
catalão (català), 
checo (čeština), 
eslovaco (slovenčina), 
francês (français), 
georgiano (ქართული ენა), 
húngaro (magyar nyelv), 
inglês (English), 
islandês (íslenska), 
italiano (italiano), 
japonês (日本語), 
neerlandês (Nederlands), 
polaco (język polski), 
romeno (limba română), 
russo (russkiy yazyk) e 
sueco (svenska).

## Alemão
- A Cidade e as Serras (Stadt und Gebirg), trad. de Curt Meyer-Clason, Zurique, Manesse Verlag, 1988.
- O Primo Basílio (Vetter Basilio), trad. de Rudolph Krugel, Berlim, Buchclub, 1986.
- Os Maias (Die Maias), trad. de Rudolph Krugel, Munique, Piper, 1989.
- A Relíquia (Die Reliquie), trad. de Anreas Klotsch, Munique/Zurique, Piper, 1989.
- O Crime do Padre Amaro (Das Verbrechen des Paters Amaro), trad. de Willibald Schönfelder, Frankfurt-am-Main, Insel Verlag, 1990.
- O Mandarim (Der Mandarin), trad. de Willibald Schönfelder, Berlim, Aufbau Verlag, 1997.

## Árabe
- Os Maias (المايا ), trad. de Joseph Sultan, 2023.
- O Mandarim (الماندرين), trad. de Joseph Sultan, 2023.
- O Crime do Padre Amaro (جريمة الأب أمارو), trad. de Joseph Sultan, 2023.
- A Ilustre Casa de Ramires (بيت راميريس اللامع), trad. de Joseph Sultan, 2023.

## Basco
- O Mandarim (Mandarin Zaharra), trad. de Jesús María Lasa, Bilbau, Ibaizabal Edelvives, 1992.

## Búlgaro
- O Crime do Padre Amaro (Prestaplenieto Na Otetz Amaro), trad. de Dimitar Anguelov, Sófia, Narodna Kultura, 1980.
- Contos (Razkazi), trad. de Dimitar Anguelov, Sófia, Profisdat, 1984.

## Castelhano
- O Mistério da Estrada de Sintra (El misterio de la carretera de Cintra), trad. de A. González Blanco, Editorial Biblioteca Nueva, 1937
- Os Maias (Los Maia), trad. de Julio Gómez de la Serna, Círculo de Lectores, 1985
- O Crime do Padre Amaro (El crimen del padre Amaro), trad. de Eduardo Naval, Alianza Editorial, 1998
- A Relíquia (La reliquia), trad. de R. Vilagrassa, Editorial Acantilado, 2004
- O Primo Basílio (El primo Basilio), trad. de Eduardo Naval, Alianza Editorial, 2004
- Cartas de Inglaterra (Cartas de Inglaterra), trad. de Javier Coca y Raquel R. Aguilera, Editorial Acantilado, 2006
- A Cidade e as Serras (La ciudad y las sierras), editora Maucci, 1902
- A Cidade e as Serras (La ciudad y las sierras), trad. de Marquina Angulo, Alianza Editorial, 2007
- O Mandarim (El mandarín), trad. de Javier Coca y Raquel R. Aguilera, Editorial Acantilado, 2007
- A Capital, (La Capital), trad. de Javier Coca y Raquel R. Aguilera, Editorial Acantilado, 2008
- O Egypto, (Estampas egipcias), trad. de Martín López-Vega, Impedimenta, Madrid, 2012

## Catalão
- O Defunto (El difunt), Ràfols, Barcelona, 1920?
- O Egipto (De Port-Said a Suez), trad. de Narcís Oller, Ed. Catalana, Barcelona, 1921
- A Aia (La Dida); trad. de J. Finestrelles, Castells, Barcelona, 1923?
- O Mandarim (El mandarí), Tres i Quatre, València, publicado em 1992
- Adão e Eva no Paraíso (Adam i Eva al paradís, Amós Belinchón, 1987
- O Primo Basílio (El cosí Basílio), Quaderns Crema, Barcelona, 2000.
- O Crime do Padre Amaro (El crim de mossén Amaro), Quaderns Crema, Barcelona, 2001.
- Correspondência de Fradique Mendes (La correspondència de Fradique Mendes), Columna, Barcelona, 2002
- A Ilustre Casa de Ramires (La il·lustre casa de Ramires), Destino, Barcelona, 2006.
- Os Maias (Els Maia), Funambulista, Madrid, 2007.

## Checo
- O Primo Basílio (Bratranec Basilio: Rodinná Epizoda), trad. de Zdenek Hampl, Praga, Odeon, 1989.

## Eslovaco
- Os Maias (Kronika Rodu Maiavoov. Epizódy z Romantického Zivota), trad. de Vladimir Oleríny, Bratislava, Pravda, 1981.

## Francês
- O Conde de Abranhos (Son Excellence, Le Comte d'Abranhos), Editeur La Différence, 1998, ISBN 2-7291-1150-6.
- Os Maias (Les Maias), Editeur Chandeigne Michel, 2000, ISBN 2-9064-6274-8.
- O Mistério da Estrada de Sintra (Le Mystère de la route de Sintra), Editeur La Différence, 2001, ISBN 2-7291-0672-3.
- O Primo Basílio (Le Cousin Bazilio): Romance traduzido do português e prefaciado por Lucette Petit, Collection: Littérature étrangère, Editions de la Différence, Paris, publicado em 2001, ISBN 2-7291-1368-1
- O Mandarim (Le Mandarin): traduzido do português por Michèle Giudicelli, prefácio de Antônio Coimbra Martins, Collection: Littérature étrangère, Editions de la Différence, Paris, publicado em 2002, ISBN 2-7291-1414-9.
- O Crime do Padre Amaro (Le Crime du Padre Amaro): Romance traduzido do português e prefaciado por Jean Girodon, Collection: Littérature étrangère, Editions de la Différence, Paris, publicado em 5/2007.
- O mistério da estrada de Sintra (Le Mystère de la route de Sintra), tradução Simone Biberfeld, La Différence, 1991.
- A cidade e as serras (202 Champs-Elysées), tradução Marie-Hélène Piwink, Gallimard, Folio, 2000 ISBN 2070413381.
- Alves & Cie, tradução : Natalia Vital, La Différence, 2000.
- A relíquia (La Relique), tradução Georges Readers, Fernand Sorlot 1941; Arléa, 1992; NEL, 1996.
- Os Maias (Les Maia) tradução Paul Teyssier, Chandeigne, 5×10{{{1}}} éd., 2003. Parução sob o título Une famille portugaise, Cercle bibliophile de France, Paris 1956, em dois volumes.
- Contos e novelas (Contes et nouvelles), tradução Marie-Hélène Piwnik, Éditions de La Différence, 2008 ISBN 272911744X.
- Cartas de Paris (Lettres de Paris). Présentation, organisation et traduction : Pierre Léglise-Costa, La Différence, 2007.
- A tragédia da rua das flores (La Tragédie de la rue des fleurs). Présentation et traduction : Jorge Sedas Nunes et Dominique Bussillet, Métailié (suites) 2000.
- Correspondência de Fradique Mendes (La Correspondance de Fradique Mendes), tradução Marie-Hélène Piwnik, La Différence, 2014.

## Georgiano
- O Crime do Padre Amaro (პადრე ამარუს დანაშაული)

## Húngaro
- O Crime do Padre Amaro (Amaro Atya Bűne), trad. de Olga Ábel e Ferenc Kordás, Budapeste, Ed. Europa, 1977.
- A Capital (A Fõváros), trad. de Ferenc Pál, Budapeste, Ed. Europa, 1989.

## Inglês
- O Crime do Padre Amaro (The Sin of Father Amaro), trad. de Nan Flanagan, St. Martins Press, 1963.
- O Crime do Padre Amaro (The Crime of Father Amaro), trad. de Margaret Jull Costa, Dedalus Books, 2002.
- O Mandarim (The Mandarin), trad. de Richard Frank Goldman, Ohio University Press, 1965.
- O Mandarim (The Mandarin): trad. de Margaret Jull Costa, Dedalus Books, 2009.
- A Cidade e as Serras (The City and the Mountains), trad. de Roy Campbell, Ohio University Press, 1968.
- A Ilustre Casa de Ramires (The illustrious house of Ramires), trad. de Ann Stevens, Ohio University Press, 1968.
- Cartas de Inglaterra (Letters from England), trad. de Ann Stevens, Bodley Head, 1970.
- Alves & Cia (Alves & Co.), trad. de Robert M. Fedorchek, University Press of America, 1988.
- A Relíquia (The Relic), trad. de Margaret Jull Costa, Dedalus Books, 1994.
- A Capital (To the Capital), trad. de John Vetch, Carcanet Press, United Kingdom, 1995.
- A Tragédia da Rua das Flores (The Tragedy of the Street of Flowers), trad. de Margaret Jull Costa, Dedalus Books, 2000.
- O Primo Basílio (Cousin Bazilio), trad. de Margaret Jull Costa, Dedalus Books, 2003.
- Os Maias (The Maias), trad. de Margaret Jull Costa, New Directions, 2007.
- O Defunto (The Hanged Man): trad. de Margaret Jull Costa, Dedalus Books, 2009.

## Islandês
- O Crime do Padre Amaro (Glæpur föður Amaro)
- O Mistério da Estrada de Sintra (ráðgáta Sintra vegarins)
- O Primo Basílio (Bazilio frændi)

## Italiano
- A Cidade e as Serras (La Città e Le Montagne), trad. di Camillo Berra, Torino, Unione Tipografico-Editrice Torinese (UTET), 1937[1].
- O Primo Basílio (Il cugino Basilio), tr. di Laura Marchiori. Milano-Verona, Mondadori ed., 1952.
- Os Maias (i Maia ),tr.di Enrico Mandillo. Roma, Gherardo Casini Editore, 1956.
- A Cidade e as Serras (La Città e Le Montagne), trad. di Camillo Berra, Torino, UTET, 1981.
- A Ilustre casa de Ramires-A Capital (L'illustre casata Ramires-La Capitale), a cura di Giuseppe Carlo Rossi, Roma, Gherardo Casini Editore, 1966.
- A Relíquia (La Reliquia), trad. di Amina Di Munno, Roma, Lucarini Editore, 1988.
- O Mistério da Estrada de Sintra (Il Misterio Della Strada di Sintra), trad. di. Amina Di Munno, Palermo, Sellerio Editore, 1989.
- O Mandarim (Il mandarino), prefazione di Luciana Stegagno Picchio, cura di Paolo Collo. Firenze, Passigli, 2004.
- O Crime do Padre Amaro (La colpa del Prete Amaro), trad. di Giacomo Prampolini, Milano-Verona, Mondadori, 1935; Milano, Mondadori, 1935; Milano, Mondadori, 1945; Milano, Mondadori, 1969; Milano, Mondadori, 1971; (La colpa di don Amaro) trad. di Laura Marchiori, Milano, Rizzoli, 1962; (Il crimine di Padre Amaro), trad. di Mônica Eriko Inoue, Aosta, Faligi Editore, 2011

## Japonês
- O Primo Basílio (逝く夏)
- Os Maias (マイア家の人々)

## Neerlandês
- O Crime do Padre Amaro (Het Vergrijp van Pater Amaro), trad. de Adri Boon, Amesterdão, De Arbeiderspers, 1990.
- A Cidade e as Serras (De Stad en de Bergen), trad. de Harrie Lemmens, Amesterdão, De Arbeiderspers, 1992.
- A Relíquia (De Relikwie), trad. de Adri Boon, Amesterdão, De Arbeiderspers, 1989 (1.ª impressão), 1992 (2.ª impressão), com notas do tradutor e um posfácio de J. Rentes de Carvalho.
- O Primo Basílio (Neef Bazilio), trad. de Harrie Lemmens, Amesterdão, De Arbeiderspers, 1994.
- O Mandarim (De Mandarijn), trad. de Joep Huiskamp, Utrecht, IJzer 2001.
- Os Maias (De Maias), trad. de Harrie Lemmens Amesterdão, De Arbeiderspers, 2001 com um posfácio de J. Rentes de Carvalho.

## Polaco
- O Primo Basílio (Kuzyn Bazyli), trad. de Elzbieta Reis. Posf. Janina Z. Klave, Kraków, Wydawnictwo Literackie, 1978.
- Os Maias (Ród Maia: epizody z Zycia Romantycznego), trad. de Krystyna e Wojciech Chabasinscy, Kraków, Wydawnictwo Literackie, 1988.

## Romeno
- A Cidade e as Serras (Oraşul şi Muntele), trad. de Mioara Caragea, Bucareste, Univers, 1987.

## Russo
- O Crime do Padre Amaro (Преступление отца Амаро)
- O Primo Basílio (Кузен Базилио)
- Os Maias (Семейство Майя)

## Sueco
- O Primo Basílio (Kusin Basilio), trad. de Lars Axelsson e Margareta Marin, Lysekil, Bokförlaget Pontes, 1987.
- Os Maias (Familjen Maia), trad. Lars Axelsson e Margareta Marin, Lysekil, Bokförlaget Pontes, 1996.